# Eupithecia apicistrigata
Eupithecia apicistrigata là một loài bướm đêm trong họ Geometridae.